# Asemblerski jezik
Asemblerski jezik ili jednostavno asembler je niži simbolički jezik orijentiran računalu (tj. prilagođen radu računala). Svaka instrukcija u asembleru predstavlja jednu instrukciju strojnog jezika. Asembler je programski jezik niske razine, međutim, mnogo je napredniji u odnosu na strojni jezik. Sam način programiranja nije bitno različit u odnosu na strojni jezik, ali je svaki binarni kod zamijenjen slovnom oznakom tako da je ovaj programski jezik mnogo razumljiviji.
Svaki procesor posjeduje instukcije za sljedeće osnovne operacije:
- učitavanje (loading, moving) - tako da se odgovarajuće instrukcije zovu LD ili MOV
- računanje - primjeri su AND, OR, XOR, NOT
- grananja, odnosno programski skokovi - JMP, JNE, JE...

Ovisno o broju instrukcija strojnog jezika razlikujemo CISC i RISC procesore: CISC procesori imaju velik broj instrukcija, od kojih su mnoge složene pa se relativno sporo izvode, dok RISC procesori imaju implementiran malen broj osnovnih operacija, koje se izvode relativno brzo.
Vidi jezični prevoditelj (compiler), dekompilator, transkompilator, cross-kompilator, izvorni kod, strojni jezik, interpreter.